# エリ・コーヘン (1972年生の政治家)
エリ・コーヘン（Eli Cohen、ヘブライ語: אלי כהן、1972年10月3日 - ）は、イスラエルの会計士、政治家。リクード所属のクネセト（国会）議員。2024年1月1日よりエネルギー大臣。これまでに経済産業大臣、情報大臣、外務大臣を歴任。

## 経歴
ホロンのテル・ギボリム (Tel Giborim) 地区で生まれ育った。イスラエル空軍少佐として兵役を終えた後、テルアビブ大学に学び、会計学のBA、財政学・会計学のMBAを取得した。さらに、イスラエル・オープン大学で経営学・経済学の学士号も得た。その後、会計士として仕事をしながら、テルアビブ大学で授業も担当した。
2000年、会計事務所 BDO Ziv Haft Accountants で経済部門の責任者として勤務し始めた。2003年には、格付け機関 Maalot S&P グローバル に転じ、企業部門の責任者となった。2007年には、Israel Land Development Company の上級副社長 (Senior Vice President) に任じられた。
2015年の第20回イスラエル議会総選挙に先立ち、コーヘンはクラヌに入党し、その比例代表候補者名簿の第8位に掲載された。この選挙でクラヌは10議席を獲得し、コーヘンも議員に当選した。当選後、コーヘンは改革委員会の委員に任命され、また、財務委員会と国防予算合同委員会の委員にもなった。2017年1月23日、クラヌ党首のモシェ・カーロンが務めていた経済産業大臣の職を引き継いだ。
2017年には経済産業大臣として来日し、日イスラエルイノベーションパートナーシップの立ち上げを発表した。
2019年4月の第21回イスラエル議会総選挙では、クラヌの比例代表候補者名簿の第2位に掲載されて議員に再選されたが、党の獲得議席は4議席に後退した。同年9月の第22回イスラエル議会総選挙ではリクードの候補者名簿から当選し、翌年の第23回イスラエル議会総選挙でも同様にリクードから当選した。
2020年5月に発足したネタニヤフ・ガンツ内閣では情報大臣に就任し、2021年6月の政権交代まで在任した。2021年1月にはスーダンを訪問し、主権評議会議長（国家元首）のアブドゥルファッターハ・アブドッラフマーン・ブルハーンや国防相のヤシン・イブラヒムなど、情報・国防分野のスーダン政府高官と会談した。
2022年12月に発足した第6次ネタニヤフ内閣では、外務大臣に就任した。翌年1月には和平協定締結に向けた地ならしのため、再びスーダンを訪問し、ブルハーンと会談した。2月にトルコ・シリア地震が発生するとトルコを訪問し、大統領のレジェップ・タイイップ・エルドアンと会談。両国間の直行便の再開を表明した。第6次ネタニヤフ内閣の連立取り決めにより2023年いっぱいを持って外務大臣を退任し、2024年よりエネルギー大臣を務める。
既婚で、4人の子どもがおり、ホロンに居住している。